# كيل ميتشيل
كيل ميتشيل (بالإنجليزية: Kel Mitchell)‏ هو موسيقي وممثل أمريكي، ولد في 25 أغسطس 1978 بشيكاغو في الولايات المتحدة.

## أعمال

### أفلام
- (2000) مغامرات روكي وبولوينكل

### مسلسلات
- الساحرة المراهقة سابرينا
- النمر الوردي وأصدقاؤه
- مبتكري الألعاب[5]

## وصلات خارجية
- كيل ميتشيل على موقع IMDb (الإنجليزية)
- كيل ميتشيل على موقع ميتاكريتيك (الإنجليزية)
- كيل ميتشيل على موقع روتن توميتوز (الإنجليزية)
- كيل ميتشيل على موقع قاعدة بيانات الأفلام العربية
- كيل ميتشيل على موقع ألو سيني (الفرنسية)
- كيل ميتشيل على موقع ميوزك برينز (الإنجليزية)
- كيل ميتشيل على موقع أول موفي (الإنجليزية)
- كيل ميتشيل على موقع قاعدة بيانات الأفلام السويدية (السويدية)
- كيل ميتشيل على موقع إن إن دي بي (الإنجليزية)
- كيل ميتشيل على موقع ديسكوغز (الإنجليزية)